# فريدريك تساندر
فريدريك أرتوروفيتش تساندر (بالروسية: Фри́дрих Арту́рович Ца́ндер) (بالألمانية: Georg Arthur Constantin Friedrich Zander) هو عالم روسي أول من حاول بوضع أسس علمية للطائرة الفضائية، فقد استهوته فكرة الملاحة الكونية من معهد البوليتكنيك في ريغا. وخلال عمله في مصنع الطائرات في المقاطعة ذاتها وضع التصاميم الأولية لطائرة تستعمل بالتوالي مزيجا من الدفع المروحي والنفاث والصاروخي. ففي المرحلة الأولى تصل المركبة إلى علو 20 كلم بواسطة محركها المروحي، ثم ينفث محركها غازات بسرعة هائلة لتزيد من سرعتها وترفعها إلى ارتفاع 30 كلم حيث تبلغ سرعة 400م في الثانية فيشتغل محركها الصاروخي الذي يستعمل خليطا من الأوكسجين والهيدروجين والإتلين إضافة إلى الجزء الأكبر منها الذي لم يعد ضروريا بعد إذابته ليصبح معدن الألومنيوم السائل والسريع الاشتعال. وهكذا لا يبقى من الطائرة الفضائية على ارتفاع 85 كلم إلا مقصورة الطاقم وجناحان يمكنهما من الانسياب عائدة إلى الأرض.

## التكريم
- ابتداء من 1992، تمنح أكاديمية العلوم الروسية جائزة تساندر للأعمال النظرية المميزة في مجال محركات الصواريخ.
- في 1970، سميت باسمه فوهة على الجانب المظلم من القمر.
- في 2012، أصدرت هيئتا البريد الروسية واللاتفية طابعًا بريديًّا خاصًّا لتكريم تساندر. في كتالوج ميشيل للطوابع البريدية، يحمل الطابع اللاتفي الرقم 840، والطابع الروسي 1852.
- في 2015، سُمي مذنب باسمه، المذنب 332530 تساندر.